# Philona
Neochera là một chi bướm đêm thuộc họ Noctuidae.